# Nuno Barreto
Nuno Miguel Santos Barreto (* 29. April 1972 in Lissabon) ist ein ehemaliger portugiesischer Segler.

## Erfolge
Nuno Barreto nahm dreimal an Olympischen Spielen teil. Mit Hugo Rocha gewann er bei seinem Olympiadebüt 1996 in Atlanta in der 470er Jolle sogleich die Bronzemedaille, als sie mit 62 Punkten hinter dem ukrainischen und dem britischen Boot Dritte wurden. Bei den Olympischen Spielen 2000 in Sydney und 2004 in Athen trat er jeweils in der Bootsklasse Tornado an und kam beide Male nicht über den 16. Platz hinaus. Bei Weltmeisterschaften sicherte sich Barreto gemeinsam mit Hugo Rocha 1997 in Tel Aviv die Silbermedaille. 1997 und 1998 wurden sie jeweils gemeinsam Europameister.
Anfang 2016 wurde er mit der Komtur des Ordens des Infanten Dom Henrique ausgezeichnet.